# Vojenská hudba Hradec Králové
Vojenská hudba Hradec Králové (původně Hudba československého letectva, později řadu let Posádková hudba Hradec Králové) byl dechový orchestr Armády České republiky sídlící v Hradci Králové (od roku 1951), který existoval v letech 1949 až 2009. Přes intervence tehdejšího královéhradeckého biskupa Mons. Dominika Duky byl z úsporných důvodů zrušen k 31. prosinci 2009.

## Kapelníci
- mjr. Josef Velán (1949-1951)
- mjr. František Holý (1952-1959)
- mjr. Josef Báča (1959-1967)
- pplk. Josef Maršík (1967-1987)
- mjr. Petr Rašek (1987-1993)
- kpt. Rudolf Kolbaba (1993-1996)
- pplk. Jaroslav Hanuš (1996-2002)
- mjr. Mgr. Jiří Lexa (2003-2009)